# アル＝カーディー・アル＝ファーディル
アル＝カーディー・アル＝ファーディル・アブー・アリー・アブドゥッラヒーム・アル＝バイサーニー・アル＝アスカラーニー（اَلْقَاضِي الْفَاضِلُ أَبُو عَلِيٍّ عَبْدُ الرَّحِيمِ الْبَيْسَانِيُّ الْعَسْقَلَانْيُّ, al-Qāḍī al-Fāḍil Abū ʿAlī ʿAbd al-Raḥīm al-Baysānī al-ʿAsqalānī、 1131年-1200年）は、エジプトなどにおいてファーティマ朝・アイユーブ朝に仕えたパレスチナ出身官僚で、サラーフッディーン（サラディン）の宰相（ワズィール）。
サラーフッディーンの第一の側近であり、主君より二歳年上で兄のような存在であったともされる。

## 名前

### ファーストネーム
本名は عَبْدُ الرَّحِيمِ（転写：ʿAbd al-Raḥīm, 実際の発音：ʿabdu-r-raḥīm, アブドゥッラヒーム）。「最も慈悲深きお方（アッラー）のしもべ」の意。

### 通称・称号
اَلْقَاضِي الْفَاضِلُ（転写：al-Qāḍī al-Fāḍil, 実際の発音：al-Qāḍi-l-Fāḍil（アル＝カーディ・ル＝ファーディル）, アル＝カーディー・アル＝ファーディル）は通称で「有徳のカーディー」（英訳は the virtuous judge 等）の意。ファーディルはカーディーを後置修飾する形容詞。
海外では役職名の「al-Qāḍī」のみから定冠詞を除去した「Qāḍī al-Fāḍil」という転写がしばしば用いられている。また日本では定冠詞アルを除去する慣例から「カーディー・ファーディル」という記載が見られるほか、役職名部分を抜いた「アル＝ファーディル」という見出し語になっていたり、単に後置修飾の形容詞「ファーディル」でのみ彼を呼ぶこともされている。
原語であるアラビア語ではほぼ「アル＝カーディー・アル＝ファーディル」表記となっており、大河ドラマなどでもサラーフッディーンらから
- أَهْلًا بِالْقَاضِي الْفَاضِلِ（発音：ʾahlan bi-l-qāḍi-l-fāḍil, アハラン・ビ＝ル・カーディ・ル＝ファーディル、意味：ようこそアル＝カーディー・アル＝ファーディル）
- يَا أَيُّهَا الْقَاضِي الْفَاضِلُ（発音：yā ʾayyuha-l-qāḍi-l-fāḍil, ヤー・アイユハ・ル＝カーディ・ル＝ファーディル、意味：おお、アル＝カーディー・アル＝ファーディルよ）

と呼びかけられるなどしている。
なお文中に何度も「アル＝カーディー・アル＝ファーディル」と繰り返し登場する場合は、略して اَلْفَاضِل（al-Fāḍil, アル＝ファーディル）とだけ記載されていることもある。

### クンヤ（通称、愛称）
クンヤは أَبُو عَلِيّ（Abū ʿAlī, アブー・アリー, 「アリーの父」の意）。アラビア語記事類にはこのクンヤは含めず人名表記がなされていることも多い。アラブ人男性が周囲から呼びかけられる時はファーストネーム類ではなくこのクンヤが昔から使われ、 يَا أَبَا عَليٍّ（yā abā ʿAlī, ヤー・アバー・アリー, 「おお、アリーの父よ」という言い回しがなされた。
また父が勤務地バイサーンの名前に由来するニスバ الْبَيْسَانِيّ（al-Baysānī / al-Baisānī , アル＝バイサーニー）で知られていたことから、اِبْن الْبَيْسَانِيّ（Ibn al-Baysānī / al-Baisānī , イブン・アル＝バイサーニー, 「アル＝バイサーニーの息子」の意）のクンヤでも呼ばれた。

### ラカブ（尊称）
彼の業績を称えて与えられたラカブは2種類。
مُجِيرُ الدِّينِ
（転写：Mujīr al-Dīn（ムジール・アッ＝ディーン）, 実際の発音：Mujīru-d-Dīn, ムジールッディーン）
「信教を護る者、イスラーム教を防衛する者」の意。مُجِير（mujīr, ムジール）は動詞派生形第4形の能動分詞で「庇護者、保護者」の意。اَلدِّينِ（発音：ʾad-dīn, アッ＝ディーン）は「宗教、信教」の意味だが、具体的にはイスラーム（イスラム教）のことを指す。
مُحْيِي الدِّينِ
（転写：Muḥyī al-Dīn（ムフイー・アッ＝ディーン）, 実際の発音：Muḥyi-d-Dīn, ムフイッディーン,）
「イスラームのシャリーアを元の地位へと戻す者、信教（イスラーム）の布教に意欲的な者」。مُحْيٍ（muḥyin, ムフイン）は動詞派生形第4形の能動分詞で「甦らせる者」の意。 直後の名詞から属格支配を受けることで مُحْيِي（muḥyī, ムフイー）という表記・発音に変わり、さらに定冠詞を伴う語 اَلدِّينِ（発音：ʾad-dīn, アッ＝ディーン） が直後に来るため短母音化して「muḥyi, ムフイ」となっているもの。

### ニスバ（出自表示）
生地由来のニスバ：الْعَسْقَلَانِيّ（al-ʿAsqalānī, アル＝アスカラーニー）- 生地がシャーム地方の عَسْقَلَان（ʿAsqalān, アスカラーン, 現パレスチナのアスカロン）であることを示す出身地由来のニスバ。
父親の勤務地由来のニスバ：الْبَيْسَانِيّ（al-Baysānī / al-Baisānī , アル＝バイサーニー）- アル＝カーディー・アル＝ファーディルの父親がファーティマ朝支配下にあったバイサーン（現パレスチナ）の街のカーディーを務めたことからつけられたニスバ。なお祖父も同じくバイサーンでカーディー職を務めた。一部バイサーンをビーサーンと読む人がいるため、al-Bīsanī（アル＝ビーサーニー）という転写になっている例も見られる。
出身部族由来のニスバ：اَللَّخْمِيّ（al-Lakhmī,  アッ＝ラフミー）- 彼本来の血筋・出自がアラブの名部族 لَخْم（Lakhm, ラフム）族出身であることを示すこのニスバが添えられることもある。ラフム族は元々現イエメン付近に居住していた部族だったがジャーヒリーヤ時代にイラクやシャーム地域方面へと移住。パレスチナ付近に定住したとされる。アル＝カーディー・アル＝ファーディルはその子孫にあたる。

## 生涯

### 幼少期～青少年期
生誕地は当時ファーティマ朝の領地であったシャーム地方の عَسْقَلَان（ʿAsqalān, アスカラーン, 現パレスチナのアスカロン）。生年についてはいくつかの説があり、1131年だったとも1134年だったともされ、1135年と書かれていることもある。書簡で自らの年齢が70歳を超えたと記していることから、1131年生誕説が有力だという。
一族は代々カーディーを輩出。彼もその伝統に則りカーディーとなったと思われる。
父親による教育への配慮によりクッターブなどに通いクルアーンやアラブ詩などを暗記したものと考えられる。その後父親は文学方面に適性を示した息子がカイロで書記業を学ぶよう手配したとされており、これが将来の書記職へと結びつくスタートとなった。

書記見習いに出された件については以下のような本人の言葉
シーア派王朝期のエジプトにおける書記術は新鮮かつ瑞々しい物であった。文書庁には必ず地位と弁舌とにおいて頭目たる長官がおり、そのペンでもって自らのスルターンのために権能をうちたてていたのだった。諸ディーワーンの重鎮らはいずれも自らの子息が成長し文学なりを学ぼうということになった際、書記術を教わると共に文学に関する物事について訓練を受けたり見聞きしたりさせるべく文書庁へとやるのが常だった。
が伝えられており、彼の遊学が当時としては珍しい物ではなかったことがうかがえる。

### エジプトへ
エジプトに渡った時期・経緯についてはいくつもの言説が伝わっており定かではない。

#### イブン・ハッリカーンによるアル＝カーディー・アル＝ファーディル留学時期の推定
歴史資料ではファーティマ朝第11代カリフ アル＝ハーフィズの時代（1130年 - 1149年）にエジプトへ行ったという記述とその息子である第12代カリフ アッ＝ザーフィルの時代（1149年 - 1154年）だったという記述とがあるが、イブン・ハッリカーンはこの誤差が歴史書著者による伝聞違いだとしアッ＝ザーフィルであっただろうとの結論を述べている。
またアル＝カーディー・アル＝ファーディルの父がバイサーン総督との間に起こった問題のためにカイロに召喚され資産没収をされた際、エジプトの地で彼と一緒にいられた子息がアル＝カーディー・アル＝ファーディルだけだったことも記している。
これについて『دراسات في الشعر في عصر الأيوبيين』（1951年初版）著者ムハンマド・カーミル・フサインはアル＝カーディー・アル＝ファーディルは故郷とエジプトとを複数回往復していたと推論。書記見習いとして渡航したのがアル＝ハーフィズ時代で、父のカイロ召喚の際に同行したのがアッ＝ザーヒル時代だったことから異なる記述が生じたとしている。

#### ヤークート・アル＝ハマウィーによる記述
一方、ヤークート・アル＝ハマウィーが伝えるアル＝カーディー・アル＝ファーディル青少年期（10代半ば）では、彼の父が重要捕虜解放に関する報告をカイロ側に対して行わなかったことから職務怠慢を問われカイロへと召喚され、全財産没収の処罰により無一文同然になるという事件が発生したことになっている。
父親は処罰から間もなく失意のうちに急逝。アブドゥッラヒーム少年も貧しい境遇に落とされ、修学の道も絶たれることとなった。彼は面識のあったカーディーのイブン・ハディード（اِبْن حَدِيد, Ibn Ḥadīd, 資料によっては اِبْنُ أَبِي حَدِيد, Ibn Abī Ḥadīd, イブン・アビー・ハディード との表記）に会うべく徒歩でアレクサンドリアへ向かい、事情を説明して職を得ることに成功したとヤークート・アル＝ハマウィーは記している。

#### 現代の研究書における記述
現代に出版された研究書『القاضي الفاضل عبد الرحيم البيساني العسقلاني: دوره التخطيطي في دولة صلاح الدين وفتوحاته』によると、彼がパレスチナにて地元の学者らから教育を受けたのは17歳頃まで（1131年誕生説に基づいた計算）で、故郷アスカラーン（アスカロン）で暮らし、対十字軍のジハード戦争の様子を間近で感じながら過ごしていたものと考えられるという。
父親の手配により父の知人の元で書記業を学ぶためカイロへ遊学したのは1148年。十字軍の攻勢にさらされていたアスカラーン（アスカロン）では多くの住民がより安定したエジプトへの移住を考える状況にあり、勉学のためにカイロへ子供をやるのも珍しいことではなかったと著者は考察している。この時アル＝カーディー・アル＝ファーディルは海路にてアレクサンドリアへと向かったとされている。

アスカラーンからアレクサンドリアを経由しエジプト入りした時のことについては、本人による以下のような当時の述懐が伝えられている。
海路にてアスカラーンからアレクサンドリアへと向かった際、私は衣類が入った荷包と書類が入った荷包とを持っていた。乗船者らが積荷を軽くする必要が出たため私は書類入り荷包を投げ捨てようと思ったのだが、間違えて布地入り荷包を投げ捨ててしまったのだった。
同書における記述ではヤークート・アル＝ハマウィーによる歴史書とは異なり、アル＝カーディー・アル＝ファーディルがエジプトに留学したまま同地で書記として過ごしていた頃にファーティマ朝のカリフやワズィール（宰相）もからんだ政争・謀略・暗殺・死刑が巻き起こって文書庁の身近な人物らが命を落とし、あわせて彼自身の父親が召喚されたカイロで死去したことになっている。

### 文書庁での書記業見習い
ファーティマ朝第11代カリフ アル＝ハーフィズの時代（1130年 - 1149年）にエジプト遊学を開始したと思われるアル＝カーディー・アル＝ファーディルは、父が伝聞と書簡やり取りを通じてつながりを持っていた詩人・文書庁長官イブン・アル＝ハッラール（اِبْنُ الْخَلَّالِ, Ibn al-Khallāl、1170年没）のところへ行くよう指示を受け、彼の元で見習いとなった。
当時はまだクルアーンを暗記しハマーサ詩（武勇詩）をたしなむ程度だった若者は、イブン・アル＝ハッラールの下で修行を積みながら文人らとの交流も行い、書記やアラブ文学の素養を培っていくこととなる。
後年イブン・アル＝ハッラールは高齢から視力を失い体を動かすこともままならなくなり自宅で静養せざるを得ない生活となったが、アル＝カーディー・アル＝ファーディルは彼の代理（文書庁長官代理）として文書庁で働くと共に、師の身の回りの世話をし自宅を訪ねては生活に必要な物を渡していたという。

### アレクサンドリアでの就業
父の急死後、カイロにいたと思われるアル＝カーディー・アル＝ファーディルはアレクサンドリアのカーディーであるイブン・ハディード（اِبْن حَدِيد, Ibn Ḥadīd, 資料によっては اِبْنُ أَبِي حَدِيد, Ibn Abī Ḥadīd, イブン・アビー・ハディード との表記）を頼り自身の窮状や父の事件を説明。仕事を与えられ彼の下で就業した。
イブン・ハッリカーンが伝える父の死がヒジュラ暦546年3月11日夜（西暦1151年7月）となっているが、アル＝カーディー・アル＝ファーディルの年齢については1131年誕生説に従うならば約20歳、1134年誕生説に従うならば約17歳、1135年誕生説に従うならば約16歳だったことになる。
3ディーナールという十分とは言い難い賃金で母や兄弟姉妹を養わなければいけない生活が始まったが、十字軍による攻勢を受け彼らもエジプトに移住。一家を背負って立つこととなった。
アル＝カーディー・アル＝ファーディルの技巧はやがて周囲に知られるところとなり、第12代カリフ アッ＝ザーフィルの下で働かせようと動く者たちが現れ始めた。一方で彼のスタイルを物書きとしての能力不足の表れと見て非難する者たちもおり、擁護を受けるなどしたという。

### ファーティマ朝書記官時代、サラーフッディーンとの出会い
ファーティマ朝宰相ルッズィーク・イブン・タラーイウ・イブン・ルッズィーク（رُزِّيك بْنِ طَلَائِع بْنِ رُزِّيك, Ruzzīk ibn Ṭalāʾiʿ ibn Ruzzīk）によりアレクサンドリアからカイロへと召し出されて秘書に任命。文書庁見習い時代の恩師イブン・アル＝ハッラールと再び顔を合わせることとなった。
ルッズィークの死後はファーティマ朝の宰相シャーワル、そしてその息子アル＝カーミルらの元でキャリアを積んでいった。
シャーワル殺害後は、サラーフッディーンの叔父でエジプトにてファーティマ朝宰相職を得ていたアサドゥッディーン・シールクーフ（أَسَدُ الدِّينِ شِيرْكُوه, Asad al-Dīn Shīrkūh）の秘書となり彼の元で書状を作成する任務を負うなどした。
アサドゥッディーン・シールクーフの急逝後、その甥であるサラーフッディーンの秘書・相談相手となった。既にファーティマ朝カリフの権力は無きに等しい状態になっており、第14代かつ最後となったカリフのアル＝アーディドではなくサラーフッディーンが国政を運営する実質的な統治者（スルターン）となり、アル＝カーディー・アル＝ファーディルがその宰相・ブレーンとして各方面で采配を振るうこととなった。

### サラーフッディーンの宰相として
アル＝カーディー・アル＝ファーディルによる1169年3月のサラーフッディーンの宰相就任の際の公式宣言文書の起草をかわぎりに、1171年2月にはアル＝カーディー・アル＝ファーディルの文書庁長官任命があり、サラーフッディーンとアル＝カーディー・アル＝ファーディルのエジプト統治がはじまった。
アル＝カーディー・アル＝ファーディルの文書庁長官任命以降、サラーフッディーンは彼に国政の管理を託し、これによりアル＝カーディー・アル＝ファーディルは宰相と見なされるに至る。この段階でファーディルは旧ファーティマ朝の省庁から引き継いだ者も含むエジプトの官僚群を従え、全予算の管理と公文書起草の責任を負うことになった。
アル＝カーディー・アル＝ファーディルはエジプトの財政を預かり、エジプトの復興に力を割いた。
サラーフッディーンはシリアとエジプトの統合や対十字軍戦争のために軍を動かしたが、このために軍事費はエジプトの歳入の84％に当たるほどにまで膨らんだ。エジプト復興を担うアル＝カーディー・アル＝ファーディルが財政を圧迫する軍事費に対して快く思うはずもなく、彼はサラーフッディーンに軍事費が多すぎると不満を漏らしている。また、環境が整うまで十字軍との決戦は控えるべきであると進言しており、軍事的には概して慎重な態度を取った。

しかしながら、これらの相違によってアル＝カーディー・アル＝ファーディルとサラーフッディーンの関係が損なわれたような記録は無い。サラーフッディーンは自らが成し遂げた功績に関して有名な言葉
私が諸国を手にすることができたのは汝らの剣によるものだったと思ってはならない、アル＝カーディー・アル＝ファーディルのペンによるものだったのだ。
を残しており、アル＝カーディー・アル＝ファーディルに対する信頼・評価を物語っている。
サラーフッディーンがシリアにいる間は彼と離れることが多かったアル＝カーディー・アル＝ファーディルであるが、1193年のサラーフッディーンのダマスカスでの死去の際には臨席しており、主君の最期を看取っている。

記録によるとアル＝カーディー・アル＝ファーディルはサラーフッディーンのジハードを支えた愛剣を
彼がこれをよすがとし天国に至りますよう。
という言葉を添え自らの手で墓に収めたという。

### サラーフッディーン没後の混乱
サラーフッディーンの死後、その長男アル＝アフダルが後を継いだが、アル＝カーディー・アル＝ファーディルはアル＝アフダルに見切りをつけエジプトへと向かい、アル＝アズィーズの相談役として働いた。
アル＝アフダルや、サラーフッディーンの弟アル＝アーディルを含むシリアのアイユーブ家諸侯の連合と、アル＝アズィーズの間に対立が持ち上がる。1194年、1195年の二度の衝突の最終局面において、アル＝アズィーズ側のアル＝カーディー・アル＝ファーディルとアル＝アフダル側のアル＝アーディルとの間で話し合いが持たれ、アル＝アズィーズは前年に確保したイェルサレムをアル＝アフダルに割譲し、アル＝アーディルがエジプトに残ることを認めた。
1196年、今度はアル＝アーディルがアル＝アズィーズと組み、アル＝アフダルをダマスカスから追い出して南シリアの実権を握った。南シリアのアル＝アーディルとエジプトのアル＝アズィーズで安定するかに思えたが、1198年、突如アル＝アズィーズが落馬事故で死去。アル＝アズィーズの息子マンスールが後を継ぐが幼年のため、エジプトのアミールたちはアル＝アーディルに追放されていたアル＝アフダルを招聘する。アル＝アフダルはシリア攻撃を狙って進軍するが、アル＝アーディルに逆侵攻を受け敗走した。

### 晩年
国家運営を支え心から尽くし、真心をもって交流した主サラーフッディーンを失ったアル＝カーディー・アル＝ファーディルはその死を大いに悲しみ、共に築いた国が奪い合いにより食い荒らされ崩壊していく様子に胸を痛めつつ、主君をいつも思う日々を送ったとされる。
彼はイスラーム世界において「信仰者の牢獄、不信仰者の天国」とも称される現世を去り神に召されたサラーフッディーンの冥福を祈る一方、自分よりも先に去っていった親愛なる者たちとは来世でまた会えることを信じ、自らの死後主君サラーフッディーンと再会できることを切望する気持ちを複数の書簡において書き残した。

### 死去
アル＝カーディー・アル＝ファーディルは元々病弱な体質ではあったが、サラーフッディーンが亡くなった頃から闘病していた痛風などが次第に悪化。複数の病と闘った。
アイユーブ家の政争を受け政治の表舞台から身を引いた後は礼拝やクルアーン朗誦、マドラサの運営に専念する生活を送ったとされ、アル＝アーディルのエジプト進駐と時を同じくして死去した。西暦に換算して1199年頃だったと見られる。
死去の前夜はマドラサで夕食や法学者との歓談を遅くまで楽しみ、闘病中とはいえこれといった不調も言葉のもつれも無い様子で帰宅。小姓に入浴具の世話をするよう用事を言いつけ会話を交わしたが、その後急逝。主人から返事が無いのを不審に思った小姓が自分の父親に助けを求め、駆けつけた彼によってアル＝カーディー・アル＝ファーディルが自宅内で息を引き取っているのが発見されたという。
一方、現代の研究書では臨終の際娘が居合わせたとの記述も見られる。

彼の死期についてはアル＝アーディルによるエジプト掌握という不安が実現する前に神がアル＝カーディー・アル＝ファーディルを召されたと形容されることも少なくなく、入城と全く同じ日に重なったとも言われている。これについて أَبُو الْمَحَاسِن（Abū al-Maḥāsin, アブー・アル＝マハースィン）こと اِبْن تَغْرِي بِرْدِي（Ibn Taghrī-Birdī, イブン・タグリービルディー）は
まさにアル＝アーディルがナスル門に入らんとしている時、アル＝ファーディルの亡骸はズワイラ門を出るところであった。
と記している。

### 墓廟
死後、ムカッタム山（ムカッタムの丘）のふもとにある اَلْقَرَافَة（al-Qarāfa(h), アル＝カラーファ, カタカナ表記：アル＝カラーファもしくは定冠詞無しのカラーファ）共同墓地の大・小あるうち اَلْقَرَافَة الصُّغْرَى（al-Qarāfa(h) al-Ṣughrā , アル＝カラーファ・アッ＝スグラー, 小カラーファ）の方に墓廟が建てられ、そこに埋葬された。なおこのムカッタムの墓地には彼の父親、後にアイユーブ朝で重要な地位を得るに至った息子も眠っている。
墓廟は قُبَّة الْقَاضِي الْفَاضِلِ（Qubbat al-Qāḍī al-Fāḍil, クッバト・アル＝カーディー・アル＝ファーディル）と呼ばれ現存しており、彼が建設したマドラサでクルアーン朗誦を教えていた اَلشَّاطِبِيّ（al-Shāṭibī, アッ＝シャーティビー）も眠っている。

## 業績
サラーフッディーンがシリアに出征する中でもエジプトに留まり、戦乱によって荒廃したエジプトの復興事業に従事した。なお、サラーフッディーンがシリアにいる間など、アル＝カーディー・アル＝ファーディルとサラーフッディーンが離れている時はアル＝カーディー・アル＝ファーディルと同じくサラーフッディーンの側近であった書記のイマードゥッディーン・アル＝イスファハーニーがアル＝カーディー・アル＝ファーディルの代理を務めている。
サラーフッディーンはアル＝カーディー・アル＝ファーディルの忠告にはよく耳を傾けたため、アル＝カーディー・アル＝ファーディルの業績とサラーフッディーンの業績とが区別できない場合もある。その上で具体的にアル＝カーディー・アル＝ファーディルの業績とされる物は次のとおり。
- サラーフッディーンのファーティマ朝宰相就任時の宣言文書の起草[3]
- ファーディリーヤ学院をカイロに建設し、ファーティマ朝の研究機関であった旧ダール・アル＝ヒクマ所蔵の書物約12万冊のうち10万冊を収蔵[54][55]
- サラーフッディーン治下で軍務庁長官、総務庁長官などを歴任することになるアル＝アスアド・イブン・マンマーティー[56]（اَلْأَسْعَدُ بْنُ مّمَّاتِيّ, al-Asʿad ibn Mammātī）の取り立て[55]
- 児童教育施設の建設（これは後にマドラサとなった）[2]

佐藤次高によれば、以下もサラーフッディーンとアル＝カーディー・アル＝ファーディルの綿密な相談の上実施されたり、アル＝カーディー・アル＝ファーディルが深く関わった物であろうという。
- 1176～7年、巡礼者保護のため、巡礼者への課税の廃止および代替財源としてのイクターの設定
- 1181年、イクターおよび税収の確認調査（軍制を整えるために不可欠であった）

## 文学作品・書簡

### 文書・書簡集
彼の文書・書簡は公私にわたり800通以上が現存しており、当時の重要な史料となっている。今日に伝わっている物に関してはアフマド・バダウィーとイブラーヒーム・アル＝イブヤーリーによって1961年にアル＝カーディー・アル＝ファーディル文集としてカイロにて公刊された。

### 散文
散文に関しては優雅かつ伝統を踏襲しながらも創造力に富む美麗なアラビア語を特徴とした斬新で前例の無い文体が人気を博し、一つの流派として模範とされ後代に至るまで多くの文人らが目指すところとなった。

### 詩
散文ほどではないが詩も数多く残されており、詩は称賛詩・恋愛詩など多岐にわたっている。
散文同様言葉による装飾や耳で聞いて楽しむ言葉遊び的技巧が多く、押韻を多用するスタイルで知られた。周囲の詩人らも彼のスタイルに注目して倣うようになり、一つの流派として流布した。

### アラビア語能力・文章力に対する評価
アル＝カーディー・アル＝ファーディルは物書き自体も好んだ。アラビア語能力が非常に高かったことから文筆全般に長けており、書記官としての公文書作成にとどまらず文人として詩・散文を生み出す能力にも極めて秀でていた。アラビア語文法学には強くなかったが、熟達により高い言語感覚を備えており誤用を犯すことが無かったと言われている。
イブン・ハッリカーン『名士列伝』を始めとして、彼の書く文章・話す言葉のいずれもがどれほど美麗で独創力に満ちた物だったか、即興であっても機知に富んだ言葉を紡ぐ能力に恵まれていた様子、公文書だけではなく文学的観点からも時代を代表する素晴らしさであったことが強調された内容となっている資料が多い。

イブン・ハッリカーンは、イマードゥッディーン・アル＝イスファハーニーの著書より以下の様なアル＝カーディー・アル＝ファーディル評を引用している。
彼は文筆と弁舌、雄弁と言語の達人であり、才気に富んだ天賦の性分、批判力ある眼識、極めて表現力のある機知、言葉を飾り立てる創造力に恵まれていた。先人らの時代に彼ほどの優秀さが聞かれたことはなく、彼らのうちの誰かが仮に同じ時代に生きたとしても、彼に追いつくことはもちろん、彼目指して追走することすらかなわなかったであろう。
なお、イブン・ハッリカーン自身はアル＝カーディー・アル＝ファーディルの墓を何度も訪れたといい、彼のことを
この時代における卓越した存在の一人であった。刻が彼のような人物を生み出すことはそう無いであろう。
と評した。
ただし多くの書物に残されているアル＝カーディー・アル＝ファーディル称賛について疑問を呈する意見もある。文人としてただならぬ才能に恵まれていたという賛美は彼自身が権威ある地位にいたことから誇張された部分があり、作風としては人の心を揺り動かす感情的な豊かさよりも、一部の者にとっては難解だと感じられるような言葉の巧みな運用により耳を楽しませる性質が強かったという言説もアラブ世界では見られる。

### 文壇への影響
アル＝カーディー・アル＝ファーディルの散文・詩が同時代の文人らに大きな影響を及ぼすのと同時に、宰相として強い発言力を持つ彼に対しては文人や文官によって素直な称賛から世辞まで多数の称賛詩が贈られた。
称賛の内容については彼の性格、善行、知性、国家運営手腕、ジハードへの寄与など多種多様であった。
このような趨勢の中彼を批判した文人としては
- مُحَمَّدُ بْنُ مُحْرِز الْوَهْرَانِيّ（Muḥammad ibn Muḥriz al-Wahrānī, ムハンマド・イブン・ムフリズ・アル＝ワフラーニー）- 現アルジェリア オラン出身文人。批判を繰り返したことからアイユーブ朝文書庁における登用が拒否[21]された。
- اِبْن عُنَيْن（Ibn ʿUnayn/ʿUnain, イブン・ウナイン）- 痛烈な風刺詩で知られたダマスカス出身詩人。アル＝カーディー・アル＝ファーディルの身体的外見だけでなくパレスチナ生まれである素性すら題材とした。サラーフッディーンまでをも風刺詩の材料としたためダマスカス追放処分を受ける。各地放浪の後サラーフッディーン死去を受けダマスカスに戻り、アル＝ムアッザム、アン＝ナースィルらの治世には宰相職を務めた[63]。

などが挙げられる。

## 人物・評価

### 人物評
イブン・アル＝アスィールの『完史』におけるアル＝カーディー・アル＝ファーディル評は以下のとおり。
かの時代、書記に関して彼よりも秀でている者は誰一人としていなかった。彼はカイロ近郊のアル＝カラーファに埋葬された。彼は信心深く、大いに喜捨や信仰行為をしたのだった。彼は多くの寄進を行い、慈善や捕虜解放に費やした。またスルターンへの伺候で多忙だったにもかかわらず、大巡礼や聖地マッカに滞在しての勤行を何度も果たしたのだった。スルターン・サラーフッディーンは彼を偉大な人物であるとして尊敬し厚遇、彼の言葉を頼りとした。
サラーフッディーン死後の混乱の中でアル＝アズィーズ陣営とアル＝アフダル陣営の和議に駆り出されたが、これはアイユーブ朝国家の宿老として、またサラーフッディーンの盟友として、サラーフッディーン家の人々から敬意を払われていたからだとイブン・アル＝アスィールは伝えている。

### 人柄
アル＝カーディー・アル＝ファーディルは体が丈夫ではなく病弱気味だったが、非常に知性的で精力的に政務にあたった。衣類・食生活・女性関係については頓着しない倹約家で、2ディーナールにも満たない安価で簡素な白い服をよく着ていたという。
身の回りの世話をする小姓も1人しか置いていなかった。
アル＝カーディー・アル＝ファーディルに対する風刺・批判を繰り返した現アルジェリア オラン出身文人 مُحَمَّدُ بْنُ مُحْرِز الْوَهْرَانِيّ（Muḥammad ibn Muḥriz al-Wahrānī, ムハンマド・イブン・ムフリズ・アル＝ワフラーニー）については文書庁における登用を拒否したりと自分に害をなす者に対して毅然とした態度・対応をとったことが伝えられているが、基本的には人のために尽くす利他的な性格で悪意をもって接してくる人々らに対してすら寛大だったと称賛されるなどしている。
1日あたり50ディーナールの収入（6万2千ディーナールの年収）とは別にインドやマグリブ地方で手広く行っていたビジネスという収入源を持っていた彼は、多くの財産を有していたにもかかわらず自らの衣食に散財することをせず、ムスリム捕虜たちの解放・学校建設による学徒育成・貧者救済といった慈善活動には多額を費やした。
葬儀にたびたび参列し、病人らを見舞い、墓参りをするなど、人知れず施した物も含め善行は数え切れなかったと言われている。
イスラームの信仰に関しても敬虔で、全章を暗記していたクルアーンの朗誦、ウィルド（唱念）、断食などを熱心にこなしたという。クルアーンについては毎日長時間読み上げており、一日（一昼夜）で読み切ってしまうほどだったとされている。

### 趣味
数多くの本を収集。彼の書庫は大規模な物で、死去20年前の時点で12万4千冊の蔵書を所有。サラーフッディーン就任時ファーティマ朝書庫から移された物、自身で購入した物、サラーフッディーンから贈られた物、征服地の書庫から移された物などで構成されていたという。

ダマスカスに住む友人イマードゥッディーン・アル＝イスファハーニーに宛てた書簡には、ダマスカスに入荷したと伝え聞いた本の購入の可否を尋ねるとともに、もし購入が無理であれば写本でも良いから手に入れたいと打診している内容
ダマスカスにアル＝バーハルズィーの書簡が収められた本が届いたと聞いた。そちらの購入が可能ならば、と思う。もしそうでなければ写本をお願いしたい。
が残されている。
クーフィー書体で書かれたウスマーン版クルアーン写本（イスラーム共同体で作成された超初期のクルアーン写本で希少品）を3万ディーナール超で入手したことすらあったという。
また個人の趣味とは別に、自身の采配で建設していた学校に通う学徒らのために図書館を準備。ファーティマ朝国庫の財産を充てるなどして書籍の補充に努めた。また自身の蔵書についても自宅隣に設置した孤児向け学校・図書館にワクフ財として全てを寄進したとされている。

### 外見・体格・体質

#### 歴史書における記述
病弱だった彼はほっそりと痩せた小柄な男性で、容姿は優れず肌色は褐色だった、首が通常よりも短かった、内臓疾患を抱えていた等と諸々の資料で描写されている。

実際に会ったことがあるアブドゥッラティーフ・アル＝バグダーディーは、アッカー（アッカ）軍営にて政務をこなし全身を駆使して文書を作成していたアル＝カーディー・アル＝ファーディルに会った時の印象をこう書き残している。
彼の部屋へと入り、我々が目にしたのは頭と心の臓があるばかりの小柄な老翁だった。
彼には先天的な背骨の形状から来る猫背があり、طَيْلَسَان（ṭaylasān/ṭailasān, タイラサーン, 「肩衣」の意）をまとうことで隠していた。それにもかかわらず彼の外見が揚げ足取りの格好の材料とされた件は複数資料で言及されている。
一方、友人イマードゥッディーン・アル＝イスファハーニーはアル＝カーディー・アル＝ファーディルの容姿に関して前向きかつ好意的な評価をしており「体は痩せているが、いかなる事物も矮小に感ぜられるほどの弁舌の達人である」と擁護する言葉を残している。

#### きゅうりとレタス
権力闘争や嫉妬が渦巻く世界において彼の猫背・低身長は度々風刺詩の題材にされており、容姿について心無い言葉を発した者たちが複数いたことが伝記類には記されている。
モースルにて青果が出された際に何人かの有力者が自分たちのところで採れたきゅうりを自慢しつつも彼の体型を揶揄し「我らがきゅうりは優れているが、おたくらのきゅうりは猫背だ」ないしは「我らがきゅうりはおたくらの猫背なきゅうりよりも優れている」と発言したことがあったが、機転を利かせた皮肉
我らが萵苣（ちしゃ）は貴殿らのきゅうりよりも優れております。
をもって言い返したという。
これは似通った2語を並べつつそれらのダブルミーニングを利用するという修辞学の専門書にも出てくる表現技法で、バスラ民とバグダード民の野菜比べにかけた言葉遊びなどとして紹介されているものである。
خَسّ（khass, ハッス）が野菜としての「萵苣（ちしゃ、レタス）」と「卑しい、下劣な、劣った（もの/者）」（＝خَسِيس, khasīs, ハスィース）を意味、خِيَار（khiyār, ヒヤール、注：）が野菜としての「きゅうり」と「良い、優れた（者たち）」「善人たち」（＝جِيَاد, jiyād, ジヤード）を意味することを利用。「我々のレタスはおたくらのきゅうりよりも勝っている」という野菜同士の比較と「我々のうちの劣っている者はおたくらの優れた者たちに勝っている」という人物の質の比較とを同時に行ったものだとされており、アル＝カーディー・アル＝ファーディルが言葉による辱めに対し修辞学の要素を加えた上で巧みに対応した様子が現れたエピソードともなっている。

#### 枸櫞（くえん）とイブン・マンマーティー
彼自身、先天的な背骨の変形や病弱な体質を嘆くこともあり湾曲・傾斜といった彼の身体的特徴をほのめかす言葉に敏感な反応を示し自分の面前での言及・示唆を許さなかったと伝えられている。

具体的なやり取りについてはアル＝アスアド・イブン・マンマーティーとの会話が歴史書に記されている。
ある日私がアル＝カーディー・アル＝ファーディルの部屋に入ると、彼の手元にとてつもなく大きな枸櫞が置かれていた。（中略）私は着席してそれをまじまじと見つめ考え事と驚きとにとらわれていたのだが、彼-神が彼を憐れみ給いますように-は思いついた様子でこう尋ねたのだった。「アル＝アスアド殿。これほど長い間考え事をされているとはどういうことだ？貴殿はこれら枸櫞の外見とその塊になって歪んでいる様子のことをただ思い、驚嘆し、我輩とこれら（枸櫞の実）とがいかに一致を見たかを考えていたのだろう？」私は驚き、恐怖のあまり心臓が飛び出るほどだったが、気を取り戻し言ったのだった。「神にかけて、そのようなことは無い。私はこれら（の実）に関して心に浮かんだとある含意について考えていたのだ。」そして私はお蔭様でアッ＝サリーウ調の詩を即興で作ることができたのだった。
自分のそばに置かれていた枸櫞をイブン・マンマーティーが凝視した理由を問いただし「（珍妙な形と不思議な造形をしていると貴殿は言うが）私と似てもいるのだろう？」と疑ったアル＝カーディー・アル＝ファーディル。イブン・マンマーティーはそれに対して、考えにふけっていたのは（彼の背中や醜悪な見た目などでは決してなくむしろ）シトロン（枸櫞、くえん）の美点と彼の偉大さが似ていたためだと釈明する詩を即興で作って贈り、アル＝カーディー・アル＝ファーディルも満足し誤解も晴れた様子だったという。

#### 病気・闘病生活
元々頑健とは言い難かったアル＝カーディー・アル＝ファーディルはサラーフッディーン亡き後次第に健康状態が悪化。友人イマードゥッディーン・アル＝イスファハーニーに宛てた書簡には最晩年における病状の詳細が書かれており、痛風の症状が両脚に広がって非常に辛いこと、関節や歯が不調をきたし苦しい闘病生活を送っていることを吐露している。

なお、サラーフッディーンの宰相を務めていた頃、アンダルスより退避しエジプトで医師などとして活動していたムーサー・イブン・マイムーン（モーシェ・ベン＝マイモーン、マイモニデス）の診察を受け始めた。イスラームへの偽装改宗を非難された際、当時のアンダルスにおいてはやむを得ないことだったとして擁護。ユダヤ教徒としての彼を救った形となった。

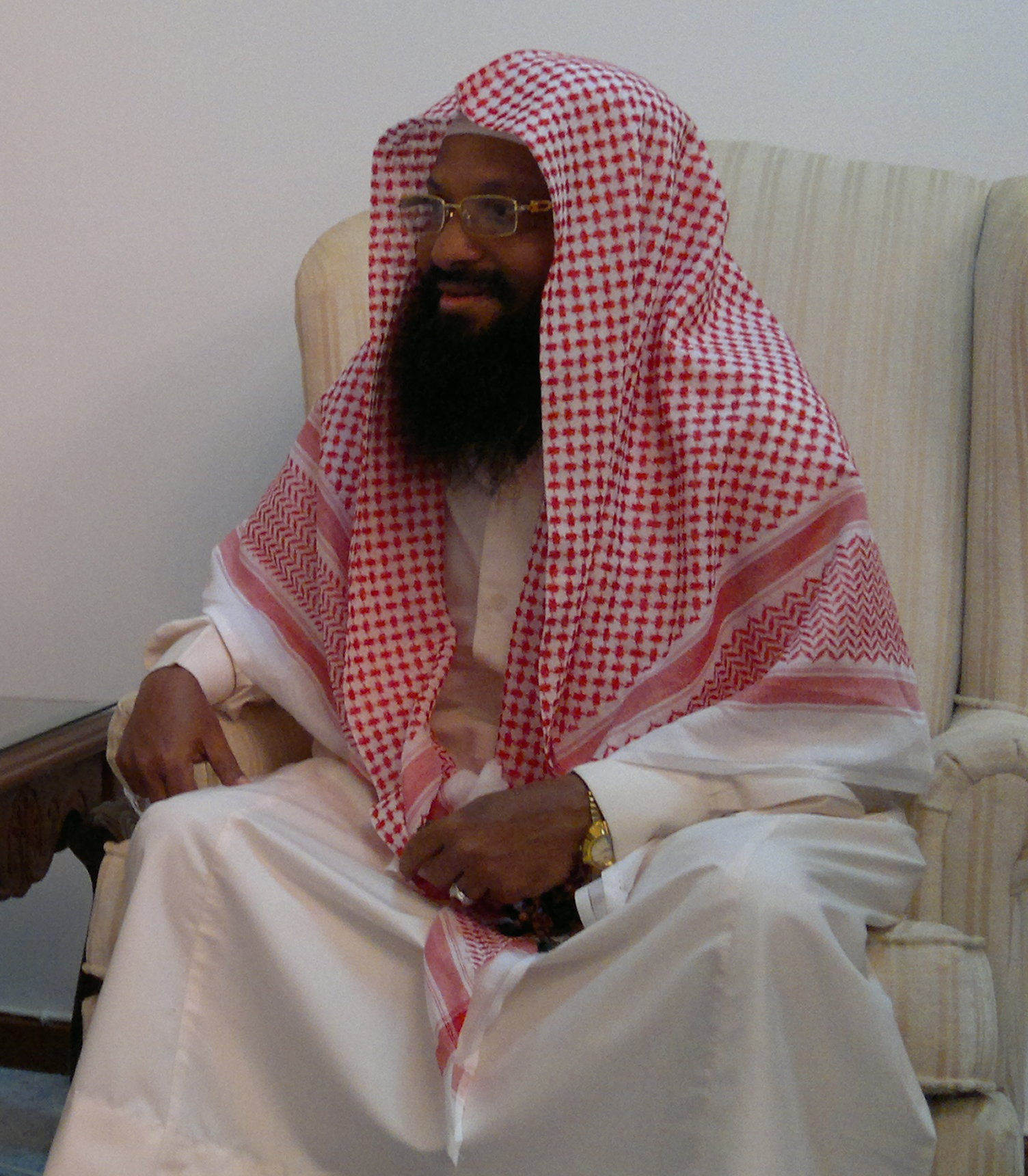
現在のタイラサーン（肩衣）例（サウジアラビアのワッハーブ派スタイル）

### 服装
資料を通じ以下の特徴が伝えられている。
- 服装のことを気にかけない倹約家で、2ディーナールにも満たない安価で簡素な白い服ばかり着ていた。[9][66]
- 先天的な背骨の形状から来る猫背があり、人からそれが見られないようにするため頭からかけて垂らし肩・背中上方を隠すタイプの頭巾 طَيْلَسَان（ṭaylasān/ṭailasān, タイラサーン, 「肩衣[73]」の意）を着用していた。[16]

### 住まい
慈善事業を数多く行った彼だが、孤児のための学校と図書館についてはカイロにある自分の邸宅の真隣に建設した。

## 家族

### 祖父
اَلْقَاضِي السَّعِيدُ مُحَمَّدُ بْنُ الْحَسَنِ الْبَيْسَانِيّ（al-Qādī al-Saʿīd Muḥammad ibn al-Ḥasan al-Baysānī/al-Baisānī , アル＝カーディー・アッ＝サイード・ムハンマド・イブン・アル＝ハサン・アル＝バイサーニー）
ヒジュラ暦460年（西暦1067-1068年）生まれ。カーディーとしての称号は اَلْقَاضِي السَّعِيدُ（al-Qādī al-Saʿīd, アル＝カーディー・アッ＝サイード）。カーディー、公証人として勤務。
当時豊かな水資源を生かしたナツメヤシ農園が広がる農業地域かつ商業・軍事・宗教面でも重要な地点だったバイサーン（現パレスチナ）統治を任された。同地における公職としては最も高い地位にあり、一族は有力家系と見なされ恵まれた暮らしを送っていた。
しかしながら十字軍侵攻によりバイサーンから一族の者たちはシリア方面・エジプト方面・パレスチナ海岸部（アスカラーン（アスカロン）、ガザ）へ分散して移住。アル＝カーディー・アッ＝サイード一家はアスカラーン（アスカロン）に定住することとなり、8年ほど経った1107年、同地にてアル＝カーディー・アル＝ファーディルの父が生まれた。

### 父
اَلْقَاضِي الْأَشْرَفُ بَهَاءُ الدِّينِ أَبُو الْمَجْدِ عَلِيُّ بْنُ الْحَسَنِ الْعَسْقَلَانِيُّ（al-Qādī al-Ashraf Bahāʾ al-Dīn Abū al-Majd ʿAlī ibn al-Ḥasan al-ʿAsqalānī, アル＝カーディー・アル＝アシュラフ・バハーウッディーン・アブー・アル＝マジド・アリー・イブン・アル＝ハサン・アル＝アスカラーニー）
カーディーとしての称号は اَلْقَاضِي الْأَشْرَف（al-Qādī al-Ashraf, アル＝カーディー・アル＝アシュラフ）。
1107年アスカラーン（アスカロン）生まれ。10歳頃に父アル＝カーディー・アッ＝サイードを亡くしている。
バイサーンでカーディー職にあった父同様カーディーとなった。ファーティマ朝支配下にあったバイサーン（現パレスチナ）の街のカーディーを務めた後、多くの避難民や対十字軍戦闘員らで混み合い統治が難しかったアスカラーン（アスカロン）で勤務。カーディーと監査官として働いたが、カイロのスルターン側に同地の情報を送り伝える職務を行うなどしていたとされる。
ヤークート・アル＝ハマウィーによると、アスカラーン（アスカロン）で重要捕虜が解放されるという情報をファーティマ朝中央部であるカイロに対して行わなかったことから職務怠慢を問われカイロへと召喚。意図的に報告を怠った罪により全財産没収を没収され無一文となり、ヒジュラ暦546年3月11日夜（西暦1151年7月）に貧困・失意の中で急逝したとされる。
一方現代に出版された研究書によると、彼の死はファーティマ朝第12代カリフ（アッ＝）ザーフィルの治世初期に起こった政争や有力者潰し・暗殺の犠牲になった結果だと考えられ、同時期にアル＝カーディー・アル＝ファーディルを取り巻く文書庁の面々からも犠牲者が出たという。
なお、父親の資産没収と憤死については
- 一族が所有する土地を巡ってアスカラーン総督との間に揉め事を抱えておりその結果父本人の資産没収に結びついた。
- アスカラーン総督が捕虜だった十字軍側指揮官を解放。総督はエジプト側の召喚を受けたが、処罰を逃れるため責任をアル＝カーディー・アル＝アシュラフになすりつけた。

といった異なる言説が残されている。
なお死去後はカイロのムカッタム山（ムカッタムの丘）のふもとにある墓地に葬られた。

### 兄弟姉妹
一家の男子は彼を含めた三兄弟で、姉妹が1人いたという。アル＝カーディー・アル＝ファーディルの2人いた兄弟に関してはそれぞれ資料により記録が伝えられている。

#### 弟（1）
アレクサンドリア在住。大の骨董・工芸品好き。趣味で収集した骨董品や工芸品（陶器、壺、金物、敷物類）で家が満杯だった。指輪（もしくは印章）を見たり指輪（もしくは印章）の噂を聞いたりする度に欲しくなり、買い足していた。

#### 弟（2）
أَبُو الْقَاسِمِ عَبْدُ الْكَرِيمِ（Abū al-Qāsim ʿAbd al-Karīm, アブー・アル＝カースィム・アブドゥルカリーム）/ أَبُو الْقَاسِم اللَّخْمِيّ（Abū al-Qāsim al-Lakhmī, アブー・アル＝カースィム・アッ＝ラフミー）
通称は اَلرَّئِيس الْأَثِير（al-Raʾīs al-Athīr, アッ＝ライース・アル＝アスィール）。
1142年アスカラーン（アスカロン）生まれ、エジプトにて生活。シャーフィイー法学派のカーディーを務め、アレクサンドリアにて公務についていたとされる。無類の本好きで並外れた収集癖があった。個人所有の写本蔵書数は膨大で20万冊もあったと伝えられている。一部書籍については何通りもの写本を持っており、真正ハディース集については18種の写本を取り揃えていたという。

### 子供
現代の研究書によると、アル＝カーディー・アル＝ファーディルと夫人との間には複数の男子・女子が生まれた。家庭生活に関する情報は非常に少ないが、そのうち娘1人と息子1人に関しては記録が残されているという。

#### 娘
アル＝カーディー・アル＝ファーディル臨終に居合わせたとされる。

#### 息子
اَلْقَاضِي الْأَشْرَفُ بَهَاءُ الدِّينِ أَبُو الْعَبَّاسِ أَحْمَدُ（al-Qādī al-Ashraf Bahāʾ al-Dīn Abū al-ʿAbbās Aḥmad, アル＝カーディー・アル＝アシュラフ・バハーウッディーン・アルー・アル＝アッバース・アフマド）
カーディーとしての称号は اَلْقَاضِي الْأَشْرَف（al-Qādī al-Ashraf, アル＝カーディー・アル＝アシュラフ）。ラカブがバハーウッディーン、クンヤがアブー・アル＝アッバース、本人のファーストネームがアフマド。
1177年現エジプトのカイロ生まれ。アル＝カーディー・アル＝ファーディルがダマスカスに住む友人イマードゥッディーン・アル＝イスファハーニーに宛てた書簡には（我が子の教育に役立つと考えたであろう）本の入荷を知り購入の可否、もし購入が無理であれば写本でも良いから手に入れたいと打診している内容が残されており、父の配慮により十二分に教育を受けていたことがうかがえるという。
祖父・父らと同様にカーディーとなりアイユーブ朝スルターンの元で高い地位を得た。 ワズィール（宰相）職を提示されるも受けることはせず、相談役などとして政治に関わったという。資料には（アル＝マリク・）アル＝カーミルの使者としてアッバース朝カリフの元へと派遣され、カリフ側からの使者ならびに兵士らを伴い帰還したことが記されている。
ハディース（預言者ムハンマド言行録）の習得や伝授に寄与。高潔・清廉な人柄で、本の収集を好んだという。
1245年カイロにて没。ムカッタム山（ムカッタムの丘）のふもと اَلْقَرَافَة（al-Qarāfa(h), アル＝カラーファ, カタカナ表記：アル＝カラーファもしくは定冠詞無しのカラーファ）共同墓地の اَلْقَرَافَة الصُّغْرَى（al-Qarāfa(h) al-Ṣughrā , アル＝カラーファ・アッ＝スグラー, 小カラーファ）区画に埋葬され、父アル＝カーディー・アル＝ファーディルの隣に墓が作られた。

### 甥

#### 姉妹の息子
إِبْرَاهِيمُ بْنُ عَبْدُ الرَّحْمَٰنِ الْمَخْزُومِيّ（Ibrāhīm ibn ʿAbd al-Raḥmān al-Makhzūmī, イブラーヒーム・イブン・アブドゥッラフマーン・アル＝マフズーミー）
クライシュ族マフズーム家の末裔であることから اِبْن قُرَيْش（Ibn Quraysh もしくは Ibn Quraish, イブン・クライシュ, 「クライシュの息子、クライシュ族の子息、クライシュ族の者」の意）と呼ばれた。
1177年現エジプトのカイロ生まれ。アル＝カーディー・アル＝ファーディルの姉妹が生んだ男子で、カーディーそして書記官となった。1245年現シリアのダマスカスにて没。

## 関連作品

### 大河ドラマ
『صلاح الدين الأيوبي（サラーフッディーン・アル＝アイユービー）』
2001年、シリア制作のラマダーン向け連続ドラマ。全30話。サラーフッディーンの誕生前・幼少期から聖地解放までを描く。アル＝カーディー・アル＝ファーディルの執務室でサラーフッディーンが自らの思い出を語るという回想シーンをはさみながら物語が進められる形式。
アル＝カーディー・アル＝ファーディル役は映画『キングダム・オブ・ヘブン』でサラディン（サラーフッディーン）、シリア制作連続テレビ大河ドラマ『الظاهر بيبرس（アッ＝ザーヒル・バイバルス）』（2005年放映）でアイユーブ朝第7代スルターンアッ＝サーリフ（アラビア語配役名はナジュムッディーン・アイユーブ）を演じたシリア人俳優 غَسَّان مَسْعُود（Ghassan Massoud, ガッサーン・マスウード）が担当。
肩辺りまで癖毛を伸ばした細面で物静かな人物として描かれている。第29話では十字軍との対戦に向かう兵士らに進軍の号令をかける雄々しい姿なども見せている。

### 小説
『昼も夜も彷徨え　マイモニデス物語』
中村小夜著、中公文庫刊（2018年）の歴史小説。イベリア半島出身のユダヤ人医師ムーサー・イブン・マイムーン（モーシェ・ベン＝マイモーン、マイモニデス、作中では「モーセ」）の生き様を描いた作品。アル＝カーディー・アル＝ファーディルが有能な行政官であり腐敗した王朝を鼻で笑いつつ国家の未来を諦観しているキャラクター「ファーディル」として登場している。

### ラジオドラマ
『昼も夜も彷徨え』
全10回のNHKラジオドラマ。上記小説を原作としており、アル＝カーディー・アル＝ファーディル（ファーディル）を俳優の渡辺大輔が演じた。
『太陽の城 月の砦』
上記『昼も夜も彷徨え』関連作品として2024年2月26日より10回にわたり放送。アル＝カーディー・アル＝ファーディル（ファーディル）を歌手・俳優の藤岡正明が演じた。